# Кондратьев, Василий Николаевич
Васи́лий Никола́евич Кондра́тьев (14 января 1925, село Подберезье, Псковская губерния — 6 сентября 1988, Семипалатинск) — советский военнослужащий, участник Великой Отечественной войны, полный кавалер ордена Славы, командир стрелкового отделения 218-го стрелкового полка, старший сержант — на момент представления к награждению орденом Славы 1-й степени.

## Биография
Родился 14 января 1925 года в селе Подберезье (ныне — Пушкиногорского района Псковской области). Окончил среднюю школу. С начала Великой Отечественной войны мобилизации не подлежал из-за возраста, был вынужден остаться на оккупированной территории.
Вступил в партизанский отряд. Воевал в составе 3-й Ленинградской партизанской бригады имени А. В. Германа. В феврале 1944 года, после соединения с регулярными частями, был призван в Красную Армию Гатчинским райвоенкоматом Ленинградской области.
Весь боевой путь прошёл в составе 80-й стрелковой дивизии. Воевал на Карельском перешейке, а также в Польше, Чехословакии, в Германии. Первую боевую награду — медаль «За отвагу» — получил за форсирование реки Вуокса. Из группы добровольцев 176-го стрелкового полка до берега, занятого финнами, добрались только двое: Кондратьев с товарищем. Они протянули трос и помогли наладить переправу. В бою на плацдарме был ранен.
После госпиталя попал в 218-й стрелковый полк той же дивизии. Стал наводчиком 82-мм миномёта.
В период боев с 18 января по 1 февраля 1945 года в районах городов Буско-Здруй, Домброва-Гурне старший сержант Кондратьев огнём из миномета уничтожил свыше 10 вражеских солдат и офицеров, подавил 3 огневые точки, захватил «языка», который дал ценные сведения.
Приказом по частям 80-й стрелковой дивизии от 17 февраля 1945 года старший сержант Кондратьев Василий Николаевич награждён орденом Славы 3-й степени.
3 марта 1945 года при отражении контратаки противника близ населённого пункта Грос-Шиммендорф старший сержант Кондратьев, защищая командный пункт батальона, уничтожил более 20 противников, гранатами вывел из строя 2 самоходных орудия. Своими действиями сорвал попытку противника прорваться к КП батальона. Был ранен, но поля боя не покинул.
Приказом по войскам 59-й армии от 11 апреля 1945 года старший сержант Кондратьев Василий Николаевич награждён орденом Славы 2-й степени.
7 мая 1945 года при прорыве обороны врага в районе города Наход старший сержант Кондратьев в числе первых ворвался с бойцами в расположение врага, уничтожил 3 пехотинцев и 4 взял в плен, гранатами подавил пулемётную точку.
Указом Президиума Верховного Совета СССР от 27 июня 1945 года за образцовое выполнение командования на фронте борьбы с немецкими захватчиками и проявленные при этом доблесть и мужество старший сержант Кондратьев Василий Николаевич награждён орденом Славы 1-й степени. Стал полным кавалером ордена Славы.
После войны продолжал службу в армии. В 1948 году старшина Кондратьев был демобилизован.
Жил в городе Семипалатинск. Работал преподавателем в техническом училище, главным технологом на мебельной фабрике. Скончался 6 сентября 1988 года.
Награждён орденами Отечественной войны 1-й степени, Славы 1-й, 2-й, 3-й степеней, медалями.